# Wicie (województwo mazowieckie)
Wicie – wieś sołecka w Polsce położona w województwie mazowieckim, w powiecie garwolińskim, w gminie Wilga.
| SIMC    | Nazwa           | Rodzaj    |
| ------- | --------------- | --------- |
| 0694267 | Doły            | część wsi |
| 0694273 | Jaszczysko      | część wsi |
| 0694280 | Stare Wicie     | część wsi |
| 0694296 | Wicie-Górki     | część wsi |
| 0694304 | Wicie Wschodnie | część wsi |

Wierni Kościoła rzymskokatolickiego należą do parafii Matki Bożej Bolesnej w Mariańskim Porzeczu.
W latach 1975–1998 miejscowość należała administracyjnie do województwa siedleckiego.